# Eugen Kinsky
Eugen Kinsky von Wchinitz und Tettau, též Evžen Kinský z Vchynic a Tetova (19. listopadu 1818 Vídeň – 5. března 1885 Vídeň), byl rakouský šlechtic a politik, v 2. polovině 19. století poslanec Říšské rady.

## Biografie

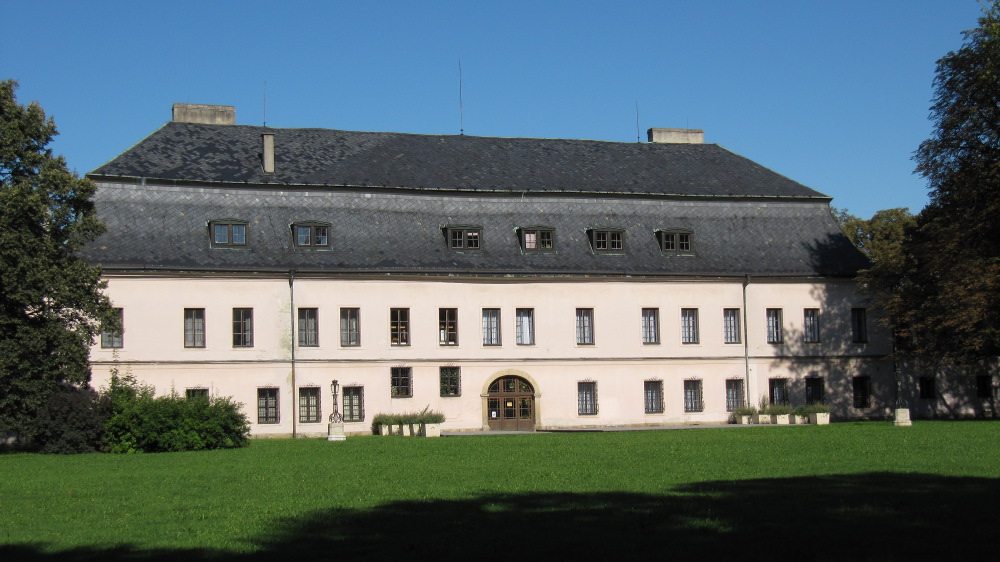
Zámek Kinských ve Valašském Meziříčí

Jeho otcem byl druhý syn Josefa Arnošta, IV. knížete Kinského, hrabě Franz de Paula Joseph Kinsky (1784–1823) a matkou Tereza hraběnka Wrbna (1789–1874). Eugen byl moravským šlechticem. Patřilo mu panství Krásno nad Bečvou. V roce 1841 si vzal Marii Zaunerovou, která nebyla šlechtického původu. Později byl i majitelem panství Valašské Meziříčí a Rožnov pod Radhoštěm. V roce 1854 prodal zámek v Meziříčí státu a v objektu byla později zřízena věznice. V roce 1854 zároveň dal přestavět původní správní dům na nový zámek. Panství zdědil po Eugenově smrti syn Rudolf (1854–1921), který ale zemřel bez potomků.
Po obnovení ústavní vlády se zapojil i do politiky. V zemských volbách na Moravě roku 1861 byl zvolen poslancem Moravského zemského sněmu. Zemský sněm ho roku 1861 delegoval i do Říšské rady (tehdy ještě volené nepřímo) za velkostatkářskou kurii na Moravě. K roku 1861 se uvádí jako statkář, bytem v Krásně.
Zemřel v roce 1885. Pohřben byl v hrobové kapli na hřbitově v Náměšti na Hané.